# زلزال تشارلستون 1886
زلزال تشارلستون 1886 هو زلزالٌ وقعَ في كارولاينا الجنوبية في الولايات المتحدة بتاريخ 1886.